# Lee Ho-youn
Dans ce nom coréen, le nom de famille,  Lee , précède le nom personnel.
Lee Ho-youn, née le 3 mai 1971, est une handballeuse internationale sud-coréenne.
Avec l'équipe de Corée du Sud, elle participe aux Jeux olympiques de 1992 où elle remporte la médaille d'or.

## Palmarès
- Jeux olympiques d'été
  -  Médaille d'or aux Jeux olympiques de 1992[2] à Barcelone,  Espagne